# Bezirksrabbinat Schmieheim
Das Bezirksrabbinat Schmieheim entstand 1827 in Schmieheim in Baden und war eines von 15 Bezirksrabbinaten, die auch als Bezirkssynagogen bezeichnet wurden. 1893 wurde der Rabbinatssitz nach Offenburg verlegt.
Die Bezirksrabbinate waren dem Oberrat der Israeliten Badens unmittelbar unterstellt. Vorsteher waren der Bezirksrabbiner und der Bezirksälteste. In Angelegenheiten des Rabbinatsbezirks mussten einmal jährlich alle Ortsältesten gehört werden. Der Bezirksrabbiner führte den Vorsitz.

## Aufgaben
Die Aufgaben umfassten den Vollzug der landesherrlichen Verordnungen, die Verkündigung und den Vollzug der Verordnungen der Oberkirchenbehörde, Beratungen über Schulangelegenheiten, die Verwaltung von Stiftungen und die Verteilung von Almosen. Zur Finanzierung der Bezirksrabbinate wurden Umlagen von den einzelnen jüdischen Gemeinden bezahlt.

## Gemeinden des Rabbinatsbezirks
- Jüdische Gemeinde Altdorf (Ettenheim)
- Jüdische Gemeinde Diersburg
- Jüdische Gemeinde Durbach
- Jüdische Gemeinde Ettenheim
- Jüdische Gemeinde Friesenheim
- Jüdische Gemeinde Kippenheim
- Jüdische Gemeinde Lahr (gegründet 1888)
- Jüdische Gemeinde Nonnenweier
- Jüdische Gemeinde Offenburg (1865 neu gegründet)
- Jüdische Gemeinde Orschweier (Mahlberg)
- Jüdische Gemeinde Rust
- Jüdische Gemeinde Schmieheim

## Bezirksrabbiner
- 1827 bis 1847 Joseph Günzburger
- 1847 bis 1875 Kaufmann Roos
- 1876 bis 1913 Victor Meyer Rawicz (* 1846 in Breslau; gest. 1915 in Berlin), 1874 Rabbiner in Kempen (Posen)
- 1913 bis 1914 Alex Lewin, Rabbinatsverweser
- 1915 bis 1919 Hugo Hahn (* 1893 in Tiengen; gest. 1965 in New York), 1915 Rabbinatsvikar in Offenburg, 1922 bis 1939 Rabbiner in Essen, 1939 in die USA emigriert, bis 1957/1965 Rabbiner der Congregation Habonim in New York
- 1919 bis 1923 Ruben (Rubin) Halpersohn[1] (* 1885 Breslau; umgekommen 1941 im Ghetto Kowno), nach seiner Zeit in Offenburg tätig im Geschäft seines Schwiegervaters in Karlsruhe, später in Breslau, von hier 1941 deportiert
- 1926 bis 1932 Isidor Zlocisti (* 1878 in Berlin; gest. 1932/33 in Mannheim), 1920 bis 1925 Stadtrabbiner in Mannheim, später pädagogischer Referent beim Oberrat der Israeliten Badens
- 1932 bis 1935 Siegfried Ucko (* 1905 in Gleiwitz; gest. 1976 in Israel), 1931 bis 1932 Jugendrabbiner in Mannheim, nach seiner Zeit in Offenburg nach Israel emigriert, Leiter eines Kindergärtnerinnen- und Lehrerseminars in Tel Aviv, später Professor für Pädagogik in Jerusalem
- 1935 bis 1936 Herbert Finkelscherer (* 1903 in München, ermordet 1942 Treblinka oder Auschwitz), 1936 bis 1939 in München, 1939 bis 1940 Rabbiner in Stettin, deportiert nach Piaski
- 1936 Siegfried Scheuermann (* 1910 in Frankfurt am Main; gest. bald nach seiner Emigration in die USA in North Carolina), Vertretung des Rabbinates durch den Bezirksrabbiner von Freiburg, 1936 bis 1938 Rabbiner in Freiburg im Breisgau, nach dem Novemberpogrom 1938 ins KZ Dachau eingeliefert
- 1938 Bernhard Gries (* 23. April 1917 in Landeshut/Schlesien; umgekommen 4. Dezember 1938 im KZ Buchenwald), Sohn von Oskar Gries und Hertha Licht, nach dem Studium am Rabbinatsseminar in Breslau im September/Oktober 1938 in Offenburg tätig, danach im jüdischen Waisenhaus in Breslau